# Neutrinomassenanordnung
Die Neutrinomassenanordnung (auch Neutrinomassenhierarchie) ist eine offene Frage der Teilchenphysik. Aus Messungen der Neutrinooszillationen lassen sich nur Massendifferenzen, aber nicht die absolute Skala der Neutrinomassen bestimmen. Deshalb ist die Anordnung der Neutrinos auf dem Massenspektrum, d. h., ob die beiden Neutrinomasseneigenzustände mit der kleineren Massendifferenz leichter oder schwerer als der Massenzustand mit der größeren Differenz sind, noch unbekannt.
Man unterscheidet die folgenden Szenarien für die Massen {\displaystyle m_{1}}, {\displaystyle m_{2}}, {\displaystyle m_{3}} der Masseneigenzustände {\displaystyle \nu _{1}}, {\displaystyle \nu _{2}}, {\displaystyle \nu _{3}}:
- „Normale“ Anordnung (engl. normal ordering): {\displaystyle m_{3}>m_{2}>m_{1}}
- „Umgekehrte“ Anordnung (engl. inverted ordering): {\displaystyle m_{2}>m_{1}>m_{3}}

Die Beschreibung „normal“ und „umgekehrt“ bezieht sich auf den Vergleich mit den geladenen Leptonen und deren Anordnung der Massen: {\displaystyle m_{\tau }>m_{\mu }>m_{e}}. Da {\displaystyle m_{3}} in der Superposition der Flavourzustände den größten Anteil vom Tauneutrino hat, wäre es „normal“, wenn {\displaystyle m_{3}} der schwerste Zustand wäre, und „umgekehrt“, wenn {\displaystyle m_{3}} der leichteste Zustand wäre.

## Hintergrund
Neutrinos existieren im Standardmodell der Teilchenphysik in drei verschiedenen Flavours, {\displaystyle \nu _{\mathrm {e} }}, {\displaystyle \nu _{\mu }}, {\displaystyle \nu _{\tau }} und werden durch die schwache Wechselwirkung in einem bestimmten Flavoureigenzustand erzeugt. Die Propagation der Neutrinos muss aber in einem der Masseneigenzustände {\displaystyle \nu _{1}}, {\displaystyle \nu _{2}}, {\displaystyle \nu _{3}} erfolgen. Experimente haben gezeigt, dass die Flavoureigenzustände der Neutrinos sich nicht eindeutig einem der drei Masseneigenzustände zuordnen lassen, sondern eine Superposition der Masseneigenzustände sind, die mit der PNMS-Matrix beschrieben werden kann. Dies ist die Ursache für die Phänomene der Neutrinooszillationen und das solare Neutrinodefizit.
Die Oszillation der Neutrinos ist abhängig von der Energie, der zurückgelegten Strecke und dem Quadrat der Massendifferenzen zwischen den Masseneigenzuständen der Neutrinos. Da nur die Differenz der Quadrate der Neutrinomassen bestimmt werden kann (z. B. {\displaystyle \Delta m_{21}^{2}=m_{2}^{2}-m_{1}^{2}}) und je nach Messung auch nur der Betrag der Differenz ({\displaystyle |m_{i}^{2}-m_{j}^{2}|}) bestimmt werden kann, lassen sich zwar die relativen Unterschiede der Massen der Eigenzustände darstellen, aber nicht die Reihenfolge auf dem Massenspektrum.

## Messungen
Die Differenzen der Massen der Masseneigenzustände der Neutrinos werden in einer Vielzahl von Neutrinoobservatorien und weiteren Experimenten der Teilchenphysik vermessen. Das NuFit Projekt fasst diese Messungen regelmäßig in einer globalen Analyse zusammen und berichtet unter anderem die wahrscheinlichsten Werte für die Massenquadratdifferenzen der Eigenzustände:
- Für die kleinere Massendifferenz zwischen {\displaystyle m_{1}} und {\displaystyle m_{2}} (solare Neutrinos) ergibt sich: {\displaystyle \Delta m_{21}^{2}=7{,}49_{-0{,}19}^{+0{,}19}\times 10^{-5}\,\mathrm {eV} ^{2}}.
- Für die größere Massendifferenz zwischen {\displaystyle m_{3}} und einer der beiden anderen Massen {\displaystyle m_{1}} oder {\displaystyle m_{2}}: {\displaystyle \Delta m_{3\ell }^{2}=2,513_{-0{,}019}^{+0{,}021}\times 10^{-3}\,\mathrm {eV} ^{2}} („normale“ Anordnung) oder {\displaystyle \Delta m_{3\ell }^{2}=-2{,}484_{-0{,}020}^{+0{,}020}\times 10^{-3}\,\mathrm {eV} ^{2}} („umgekehrte“ Anordnung).

Für die Neutrinomassenanordnung gibt es aktuell keine statistisch signifikante Präferenz für eines der beiden Szenarien.
Weitere Messungen sind geplant um die Anordnung der Neutrinomassen untereinander zu klären. Im Bau befindlich sind derzeit JUNO und DUNE. Beide haben sich zum Ziel gesetzt, die Neutrinomassenanordnung endgültig zu bestimmen.